# Morris Davis
Morris Cecil „Rusty“ Davis (* 1. März 1904 in Ottawa; † 13. November 1968 in Montreal) war ein kanadischer Komponist, Arrangeur und Dirigent.

## Leben
Davis hatte in Montreal Klavierunterricht bei Nicholas Eichorn, A. E. J. MacCreary und Alfred La Liberté, während er seine Kenntnisse auf dem Gebiet der Komposition als Autodidakt erwarb. Während eines Jurastudiums an der McGill University verfasste er 1926 und 1927 die jährliche Red and White Revue. Mit Robert Emmett Dolan schuf er die Little Revue that Starts at 10 Past Nine, die 1927 am Orpheum Theatre aufgeführt wurde.
Ab 1929 arbeitete Davis als Dirigent und Pianist für den Rundfunk. Von 1937 bis 1947 war er Produzent bei der CBC Montreal und schrieb bei dieser Arrangements für Dirigenten wie Lucio Agostini, Jean Deslauriers und Allan McIver. Ab 1948 betrieb er ein eigenes Produktionsstudio in Montreal, wo er als freiberuflicher Dirigent, Arrangeur und Komponist – als einer der Ersten auch auf dem Gebiet der Jingles – arbeitete. Unter seiner Leitung entstand 1962 ein LP mit dem Akkordeonisten Gordie Fleming.
Neben einem Blues and Finales in G (1942) und einer Serenade for Trumpet in Jazz (uraufgeführt von Maynard Ferguson) komponierte Davis etwa 200 Jingles, mehr als 100 Musiken zu Radio- und Fernsehproduktionen und mehr als dreißig Filmmusiken.